# Давидова Людмила Петрівна
Людмила Давидова (до шлюбу Шляхтур; нар. 29 березня 1939, Тула — пом. 25 грудня 1996, Москва) — радянська російська акторка кіно і театру.
Виконавиця характерних ролей. Особливо відома за ролями Вірки-модистки з фільму «Місце зустрічі змінити не можна» та Наталі з фільму «Тіні зникають опівдні».

## Біографія
Батько — Петро Іванович Шляхтур (1915—1992), військовослужбовець. Мати — Марія Петрівна (1919—1997), домогосподарка.
Після війни сім'я переїхала до Москви, Людмила вступила до першого класу. Вже тоді стало ясно: дівчинка буде акторкою.
У 1957 році вступила на акторський факультет ВДІКУ на курс Григорія Козінцева та Сергія Скворцова, який закінчила в 1962 році. Весь цей курс став основою створеного в 1962 році Олександром Олександровичем Румнєвим московського експериментального театру пантоміми «Ектемім», який існував до 1964 року.
Після закриття театру Людмила Давидова працювала в Театрі-студії кіноактора, в якому перебувала до 1994 року.
Зніматися стала ще студенткою ВДІКУ. Дебютувала невеликою роллю Віри в мелодрамі Іскри Бабич «Перше побачення». На зйомках цього фільму вона познайомилася з актором і режисером Андрієм Ладиніним, сином знаменитих батьків — Івана Пир'єва і Марини Ладиніної. Шлюб тривав недовго.
Наступним чоловіком Давидової став кінорежисер Валерій Усков, який зняв її в одній з головних ролей у фільмі «Тіні зникають опівдні». Через кілька років цей шлюб теж розпався.
Пізніше акторка взяла прізвище третього чоловіка, Георгія Давидова, декана факультету Московського державного інституту міжнародних відносин (МДІМВ).
До 1971 року акторка знімалася під своїм дошлюбним прізвищем, після — як Давидова. В деяких фільмах 1980-х рр. вона вказана в титрах як Макєєва.
Пізніше одружилася вчетверте — з викладачем Інституту іноземних мов Володимиром Котьолкіним, третім чоловіком Людмили Зикіної.
На початку 1990-х почалися проблеми зі здоров'ям, її турбували головні болі, вона часто переживала депресію. Проблеми з нервами довели акторку до психіатричної клініки.
25 грудня 1996 року Людмила Давидова покінчила з собою після виписки з психіатричної клініки.
Похована на Домодєдовському кладовищі (67 дільниця, поруч із могилою батька.

## Фільмографія
- 1960 — Перше побачення —  Віра, старша сестра Миті
- 1965 — Гра без правил —  Алевтина Кротова, американський агент «Моцарт», вона ж «Наташа Леонтьєва»
- 1965 — Як вас тепер називати? —  офіцер СС
- 1965 — Люди залишаються людьми —  Ліда
- 1966 — Бережись автомобіля —  офіціантка в пивній (в титрах не вказано)
- 1966 — Слідство триває —  Тетяна Остапенко
- 1966 — Немає і так —  Валя
- 1967 — Війна і мир —  княжна Безухова
- 1967 — Майор «Вихор» —  Крися
- 1968 — Втікач з «Бурштинового» —  дівчина
- 1969 — Непідсудний —  зв'язкова
- 1971 — Корона Російської імперії, або Знову невловимі —  дама
- 1971 — Тіні зникають опівдні —  Наталя Меньшикова
- 1974 — Совість —  Нінель Мізіна
- 1975 — Призначаєшся онукою —  німкеня, радянська розвідниця
- 1976 — Небесні ластівки —  Лідія
- 1976 — Розповідь про те, як цар Петро арапа женив —  придворна дама
- 1979 — Місце зустрічі змінити не можна —  Вірка-модистка (Віра Степанівна Маркелова)
- 1982 — Дитячий світ —  дружина директора
- 1983 — Відпустка після поранення (фільм-спектакль) —  мати Юлії
- 1984 — Мертві душі —  дружина чиновника
- 1984 — Через всі роки —  блондинка
- 1984 — Європейська історія —  дружина Лота
- 1985 — Законний шлюб —  актриса
- 1985 — Говорить Москва
- 1985 — Салон краси —  клієнтка Вадима
- 1986 — Зіна-Зінуля —  дружина директора
- 1986 — Червоний камінь —  Зоя Олександрівна
- 1987 — Запам'ятайте мене такою —  подруга
- 1987 — Крейцерова соната
- 1988 — Бризки шампанського —  мати Юлії